# Wormskioldia pilosa
Wormskioldia pilosa là một loài thực vật có hoa trong họ Lạc tiên. Loài này được (Willd.) Schweinf. ex Urb. miêu tả khoa học đầu tiên năm 1883.